# Kunihiro Fujioka
Kunihiro Fujioka (藤岡 邦弘 Fujioka Kunihiro) sinh ngày 19 tháng 2 năm 1946 ở Kuma (nay là Kumakōgen), Ehime, còn được biết đến với nghệ danh Hiroshi Fujioka (藤岡 弘、 Fujioka Hiroshi), là một diễn viên Nhật Bản nổi tiếng với vai diễn Takeshi Hongo trong dòng phim siêu anh hùng tokusatsu Kamen Rider, và sau đó là Segata Sanshiro, nhân vật đại diện của Sega Saturn. Fujioka là một biểu tượng văn hóa ở Nhật Bản, thậm chí tên ông còn được đặt cho tiểu hành tinh 12408 Fujioka, do Nakamura Akimasa khám phá ra.

## Vai lồng tiếng
- Kingdom Hearts II trong vai Shan Yu (lồng tiếng Nhật),
- Last Order -Final Fantasy VII- trong vai Zangan
- Crisis Core -Final Fantasy VII- trong vai Zangan
- Shenmue trong vai Iwao Hazuki
- Shenmue II trong vai Iwao Hazuki
- Pokémon Ranger and the Prince of the Sea: Manaphy trong vai Phantom

## Vai diễn
- Hongo Takeshi/Kamen Rider 1:

- Kamen Rider (1971) (tập 1-13, 40-41, 49, 51-98)
- Kamen Rider Vs. Shocker (1972) - Phim điện ảnh
- Kamen Rider Vs. Hell Ambassador (1972) - Phim điện ảnh
- Kamen Rider V3 (1973) (tập 1, 2, 21, 33, 34)
- Kamen Rider Stronger (1975) (tập 38, 39)
- OOO, Den-O, All Riders: Let's Go Kamen Riders (2011) - Phim điện ảnh (lồng tiếng)
- Heisei Riders vs. Shōwa Riders: Kamen Rider Taisen feat. Super Sentai (2014) - Phim điện ảnh

- Tokusou Saizensen (1977–1987) trong vai Tetsuo Sakurai
- Ghost Warrior a.k.a. Swordkill (1986) trong vai Yoshimitsu Taga
- K2 (1992) trong vai Takane Shimuzu
- Kamen Rider Agito: Project G4 (2001) trong vai Sĩ quan Cảnh sát (cameo)
- Tomica Hero: Rescue Force Explosive Movie: Rescue the Mach Train! (2008) trong vai Reiji Osakabe
- Tomica Hero: Rescue Fire (2009) trong vai Reiji Osakabe

Từ 1997-1998, Fujioka đã thể hiện Segata Sanshiro trong series quảng cáo máy video game Sega Saturn ở Nhật Bản.